# Aizpute (novads)
Aizpute (łot.: Aizputes novads) – jeden z łotewskich novadsów, funkcjonujący w latach 2009–2021.

## Historia
Novads powstało na terenach należących przed 2009 do rejonu Lipawa.
W skład novadsu wchodziło miasto Aizpute oraz pięć pagastsów: Aizpute, Cīrava, Kalvene, Kazdanga i Laža. Jego stolicą zostało miasto Aizpute.
Zlikwidowany w ramach reformy administracyjnej 30 czerwca 2021. Wszedł w całości w skład nowego novadsu Kurlandia Południowa.